# Kula na Krbanu
Kula na brijegu Krbanu nalazi se na području Grada Trogira.

## Opis
Na zapadnim padinama brijega Krban nalazi se kula izgrađena u 16. stoljeću za vrijeme turskih provala. Objekt je izgrađen na vrhu vapnenačke litice. Kula u tlocrtu ima pravokutni oblik te se sastoji od podziđa koje se naslanja na stijenu, prizemlja i kata. Zapadno pročelje markiraju vrata u prizemlju s rustično obrađenim kamenim pragovima te otvori dvaju prozora na katu. Sjeverno pročelje građeno je bez otvora osim puškarnica. Južno pročelje markirano je s po dva prozora u prizemlju i na katu. U unutrašnjosti na katu južnog pročelja nalazi se udubljenje dimnjaka. Istočno pročelje ima prozor na katu te puškarnice. Prozori su četvrtastog oblika s rustično obrađenim doprozornicima.

## Zaštita
Pod oznakom Z-4565 zavedena je kao nepokretno kulturno dobro - pojedinačno, pravna statusa zaštićena kulturnog dobra, klasificirano kao "vojne i obrambene građevine".